# Antoine Makuch
Antoine Makuch, né le 17 janvier 1921 à Cransac dans l'Aveyron et mort le 4 août 2004 à Seclin dans le département du Nord, est un footballeur français.

## Carrière
Il évolue notamment au CO Roubaix-Tourcoing de 1948 à 1951. Il y joue 49 matchs de Division 1, marquant 9 buts.

## Statistiques
| Saison                | Club                  | Championnat           | Championnat | Championnat | Coupe(s) nationale(s) | Coupe(s) nationale(s) | Total | Total |
| Saison                | Club                  | Division              | M.          | B.          | M.                    | B.                    | M.    | B.    |
| 1948-1949             | CO Roubaix-Tourcoing  | Division 1            | 32          | 9           | -                     | -                     | 32    | 9     |
| 1949-1950             | CO Roubaix-Tourcoing  | Division 1            | 8           | 0           | -                     | -                     | 8     | 0     |
| 1950-1951             | CO Roubaix-Tourcoing  | Division 1            | 9           | 0           | -                     | -                     | 9     | 0     |
| 1950-1951             | AS Troyes savinienne  | Division 2            | 4           | 0           | -                     | -                     | 4     | 0     |
| Total sur la carrière | Total sur la carrière | Total sur la carrière | 53          | 9           | -                     | -                     | 53    | 9     |